# Busquilla quadraticauda
Busquilla quadraticauda is een bidsprinkhaankreeftensoort uit de familie van de Squillidae. De wetenschappelijke naam van de soort is voor het eerst geldig gepubliceerd in 1911 door Fukuda.